# Caco Velho
Mateus Nunes (Porto Alegre, Rio Grande do Sul, 12 de março de 1920 — São Paulo, São Paulo, 14 de setembro de 1971), mais conhecido como Caco Velho, foi um cantor, compositor e músico brasileiro. 
Entre suas composições mais famosas estão "Mãe preta" e "Barco negro", sucessos mundiais na voz de Amália Rodrigues.